# Judy Pancoast
Judy Pancoast é uma cantora, compositora e compositora americana de música infantil .

## Biografia e carreira
Ela nasceu e foi criada em Waterville, Maine, fez faculdade na Universidade do Maine . Mais tarde, ela obteve um mestrado na Universidade de New Hampshire e se formou em pré-escolas e jardins de infância. De acordo com um comunicado à imprensa no New Hampshire Union Leader, ela se inspirou nos Carpenters e conheceu Richard em um show.
Ela então lançou sua música de estreia e single, "The House on Christmas Street", que foi lançado em 1998. Ela co-escreveu uma música intitulada "Good Girl" e Kasey Lansdale a lançou.
Em 2003, ela lançou seu primeiro álbum "Swimming in Jello" e mais tarde em 2005 ela lançou mais dois álbuns que foram "The Tune Room" e "Are We There Yet".
Em 2011, seu álbum, Weird Things Are Everywhere! foi indicado para o Melhor Álbum Infantil no 53º Grammy Awards .

## Discografia
Álbuns
- Nadando em gelatina (2003)
- A Sala da Melodia (2005)
- Já Chegamos (2005)
- Coisas estranhas estão por toda parte! (2011)